# فدراسیون فوتبال فرانسه
فدراسیون فوتبال فرانسه (به فرانسوی: Fédération française de football) نهادی است ورزشی که در زمینه فوتبال فعالیت دارد. این فدراسیون در تاریخ ۷ آوریل ۱۹۱۹ پایه‌گذاری شد و یکی از اعضای مؤسس فیفا و یوفا است.